# 香港大学深圳医院
香港大学深圳医院（又称：深圳市滨海医院，简称：港大医院或港深醫院）是由深圳市人民政府全额投资，采用港式管理的一座大型综合性公立医院，香港大学在深圳市的附属医院，2008年6月5日开工建设并于2012年10月24日正式营业。
香港大学深圳医院一共由深圳市政府投资35亿元，营运费用也由市政府补贴，是“十一五”期间深圳市政府投资兴建的最大规模公立医院。医院总占地19.2万平方米，总建筑面积达36.7万平方米。医院位於深圳福田區西部，鄰近深圳地鐵9号线深圳灣公園站。
香港大学深圳医院采用分诊制度，开设初期设有家庭医学全科门诊、专科诊疗中心等7个诊疗中心。医院开设12个医技中心和20个诊疗中心，并引进港大优势医疗专科。

## 大事记
2004年4月，深圳提出建设滨海医院，定位为公共卫生重大项目建设。
2005年6月，政府举行滨海医院建设项目听证会。有部分附近的碧海云天小区业主公开反对滨海医院选址，拉起横幅并邀请市民签名。深圳市政府发表 73 页的《深圳市滨海医院建设项目听证会公示信息》。
2007年11月，滨海医院工程启动，时任市长许宗衡参加滨海医院奠基仪式。
2010年1月，深圳提出与香港共建滨海医院，并意向更名为香港大学深圳医院。
2011年7月，深圳市人民政府与香港大学“合作举办香港大学深圳医院签约暨医院揭牌仪式”在市民中心举行。
2011年12月，医院开始试运营。同期先于一级域名启用医院招聘网站二级域名。
2012年8月，医院工程全面竣工。
2015年9月，医院获得澳大利亚医疗服务标准委员会（ACHS）认证。
2016年11月15日，香港大学深圳医院举行新院长媒体见面会，香港大学卢宠茂教授获任香港大學深圳醫院第二任院長。
2017年11月正式成为国家三级甲等综合医院。
2018年6月，医院成功入选广东省高水平医院建设“登峰计划”培育单位。
2020年，港大深圳医院国际医疗中心患者年度服务量超过45000人次，其中逾15%为港澳台及外籍人士。
2021年5月，医院二期动工，计划2025年建成，将新增床位1000张；7月，医院入选国家卫生健康委选取的14家公立医院高质量发展试点。
2022年8月19日，香港大學深圳醫院舉行第三任院長授任儀式，香港大學張文智教授正式就任香港大學深圳醫院第三任院長；9月，深圳市发布《医院质量国际认证标准（2021版）》，该标准是全国首个经国际认证的医院评审标准，源于港大深圳医院“一院两制”的成功实践（ACHS认证与三甲评审双认证）。

## 创新和医院特色
医院采用港式管理模式，因此相对于大陆的其它医院来说有以下特色。

### 看病预约
在滨海医院就诊需提前通过网络、电话或直接到医院门诊大堂或各专科诊室进行预约，之后由门诊医技楼大厅导医引导，分别前往全科诊室或专科诊室就诊。提前预约可以有效缓解医院中拥挤排队情况，使得病人能够更快就诊，等候时间大大缩短，也使病人能在候诊过程中更加舒适。医院保障医患至少有15—20分钟的沟通时间。

### 分诊制度
医院采取“先全科，后专科”的分诊制度，即患者先前往全科诊室进行診斷，之后再根据需要前往各专科诊室。大部分患者在全科诊室中即可解决病患，此制度也可避免患者在各专科诊室中来回，使就诊过程更加简洁。

### 打包收费
医院全科诊室采取“打包”收费模式，统一每次收取人民币200元，其中包括挂号费、诊疗费、最多7天的药物费用、标准检验费、非严重伤口处理费等。该费用参照了深圳市3家三甲医院的门诊基础数据并进行模拟测算，并由物价局批准。专科诊室收费不采取“打包”收费模式。
医院对67个手术病种实行按病种收付费，收费价格向患者公开。其他住院患者全部实行打包收付费，每床日收费255元，包含诊查费、护理费、注射费、吸氧费、换药费、雾化费等。

### 港澳藥械通
2021年1月，香港大学深圳医院成为首家“港药通”指定试点机构。为推进大湾区医疗一体化，根据国务院及中央部门的政策以及广东省的许可，由香港大学深圳医院开始试点在港已上市药品器械，于内地临床应用。审批通过进口药品9个、医疗器械2个，共惠及150名患者，包括恩曲替尼、劳拉替尼等较新的抗癌药品。2021年8月，试点工作在香港大学深圳医院完成，并推广至位于广州、深圳、珠海、中山的五家医疗单位。

### 深港醫學專科培訓中心
为將香港的培訓理念和系統帶入內地，香港醫學專科學院於2019年在深圳成立「深港醫學專科培訓中心」，與香港大学深圳医院合作，受訓醫生、培訓師資、病例都來自港深醫院。培訓中心2021年9月开始招生，第一批学员數十名，是已完成住院培訓的内地医生，接受急症科、臨床腫瘤科、腎內科、綜合婦產科的專科培訓，培训时长统一为4年。
根据醫專主席梁嘉傑说明，於該培訓中心畢業的內地醫生並不會直接獲得香港醫專的院士資格，而是會如同於海外的專科醫生一樣，交由各分科學院自行審視每宗個案。毕业生能否獲区域性（如深圳市、大湾区）或全国性認可，也尚未可知。
培訓中心由深圳市政府資助營運資金及薪酬。

### 香港政府对居粤港人的医疗津贴
2020年11月，香港特区政府与香港大学深圳医院合作，为疫情期间滞留广东的港籍复诊患者提供费用津贴。截至2021年3月，共接收香港在粤患者申请达12072人，已看诊6539人次，并在深港两地首次实现了病历互通。

## 运营

### 科室和诊疗人次
2019 年，医院设有20个诊疗中心和12个医技中心，开放床位1720张，职工3295人，其中香港大学派出110人。2018年，门急诊量184.8万人次，出院量6.3万人。

### 财政
截至2018年底，深圳市政府共向香港大学深圳医院拨付财政补助资金15.8亿元，其中开办费2.4亿元，初期运营补助8.9亿元（含人员、水电、物业费），基本医疗服务补助4.5亿元。2018年，香港大学深圳医院财政直接补助收入占总支出的比例为12.9%。根据最初的设计，开办五年之后，也就是从2017年开始，港大深圳医院将和深圳其他公立医院一样开始“自负盈亏”。
相关统计数据显示，港大深圳医院门诊均次费用要比其他市属三级甲等综合性医院低10%左右，住院均次费用要比其他市属综合医院低20%-30%，在同等治疗之下，港大深圳医院实现了医保经费的结余。
港大深圳医院门诊均次费用是434元，深圳其他市属三甲综合性医院是490元。以2019年医院门诊170万人次计，相当于少收了1个亿。这1个亿可都是患者的钱。在住院均次费用方面，港大深圳医院约1.2万元，深圳其他市属三甲综合性医院是1.8万元，按照医院当年住院人次，相当于为医保和患者节省了4个亿。——港大深圳医院党委书记徐小平，2021年6月演讲

### 薪酬
香港大学深圳医院是全国第一家没有编制的公立医院。2018 年，医生人均年收入（不含香港大学派出人员）54万元，其中固定薪酬占70%（基本工资占50%、岗位津贴占20%），绩效薪酬占30%。参考香港和国际公立医院薪酬体系标准，并结合内地薪酬情况，为每个岗位设立晋升薪级表，其中医生分为24个薪级，打破公立医院传统的院科两级分配制度。医生人均年收入是护士的2.7倍（全国平均1.4倍）。
2021年，医生税前平均年薪可达69万，顾问可高达115万，高级顾问达200万。医院人力资源占业务支出53.3%，全国大概是37%。

### 管理人员
香港大学深圳医院由香港大学深圳医院董事会负责管理，香港大学深圳医院监事会进行监督。医院设立董事会、管理团队和监事会，履行决策、执行、监督职能。董事会行使医院重大事项决策权，董事长由深圳市分管副市长担任，其他董事由深港双方各委派8名代表组成。医院管理团队执行董事会决策，负责医院运营管理。院长由香港大学推荐医学专业人员担任，作为医院的法定代表人；常务副院长由深圳市政府委派，协助院长管理医院日常事务。同时，设立院务管理委员会等12个专家委员会，辅助管理团队进行决策和管理。监事会负责监督董事、医院管理团队的职务行为，由深圳市政府、香港大学派出的代表以及医院职工代表共同组成。

#### 现任管理团队
- 院长：張文智
- 党委书记：徐小平
- 副院长：李咏梅（医疗兼教学服务）、郭岱琦（行政）、关新元（科研）
- 财务总监：王清娥

#### 历任院长
- 首任院長：鄧惠瓊（2012年7月-2016年11月）
- 第二任院長：盧寵茂（2016年11月-2022年6月）
- 第三任院長：張文智（2022年8月-）

## 争议
2004至05年，医院立项和选址阶段，曾有临近住宅区业主代表公开抗议。
2012年，港大深圳医院开业，采用香港的预约、高薪养廉等制度，并获得政府大规模投资。深圳政府投资占90%，较一般公立医院的10%高出许多。有部分医疗行业人士对港大深圳医院的可持续性表示怀疑。
2015年4月，港大深圳医院因聘請一名沒有香港或中国内地執業資格的高級藥劑師而惹起爭議。该药剂师是英国回流的港人，在英國有執業資格，但未有香港取得執業資格，也不能透過CEPA在內地執業，引起内地员工的不满，认为其內部管理混亂。
2019年8月，香港大学深圳医院对一名无明显的恶性肿瘤组织学证据下77岁女性患者实施了“全胰切除术”。2023年11月，深圳市中级人民法院，二审判决香港大学深圳医院承担全部赔偿责任，赔偿患者家属62万余元。

## 交通

#### 公交巴士
| 港大医院总站 | 港大医院总站     | 港大医院总站 | 港大医院总站 | 港大医院总站 |
| 编号         | 路线             | 路线         | 路线         | 备注         |
| ------------ | ---------------- | ------------ | ------------ | ------------ |
| E37          | 华韵路公交首末站 | ⇆            | 港大医院总站 | 原 K384      |
| M392         | 新田总站         | ⇆            | 港大医院总站 | 原 370北段   |

| 港大医院 | 港大医院         | 港大医院 | 港大医院                     | 港大医院                |
| 编号     | 路线             | 路线     | 路线                         | 备注                    |
| -------- | ---------------- | -------- | ---------------------------- | ----------------------- |
| E37      | 华韵路公交首末站 | ⇆        | 港大医院总站                 | 原 K384                 |
| M312     | 世界之窗总站     | ⇆        | 上梅林公交总站               | 合并原 45               |
| M487     | 欧洲城总站       | ⇆        | 科技园公交总站               | 原 B681（第一代）       |
| M561     | 方大城公交首末站 | ⇆        | 香山里花园四期配建公交首末站 | 原 B706、B911（第一代） |

| 深圳湾公园地铁站     | 深圳湾公园地铁站         | 深圳湾公园地铁站 | 深圳湾公园地铁站           | 深圳湾公园地铁站     |
| 编号                 | 路线                     | 路线             | 路线                       | 备注                 |
| -------------------- | ------------------------ | ---------------- | -------------------------- | -------------------- |
| 339                  | 吉华公交场站             | ⇆                | 华瀚科技总站               |                      |
| M105                 | 秀峰工业区总站           | ⇆                | 深圳蛇口邮轮中心公交场站   | 原 K105              |
| M106                 | 深圳蛇口邮轮中心公交场站 | ⇆                | 建设路三岛中心总站         | 原 K204              |
| M133                 | 莲塘梧桐苑总站           | ⇆                | 南园晗山悦海城公交首末站   | 原 K113              |
| M347                 | 月亮湾公交综合车场       | ↻                | 南山区行政服务大厅         | 原 76                |
| M463                 | 慢城总站                 | ⇆                | 乐尚林居公交首末站         | 原 353南段           |
| M519                 | 海上世界公交接驳站       | ⇆                | 皇庭广场公交首末站         | 原 121、B609、J1西段 |
| E12                  | 大浪时尚小镇西公交场站   | →                | 华联城市商务中心公交首末站 | 部分时段为定时班车   |
| E12                  | 大浪时尚小镇西公交场站   | ←                | 华联城市商务中心           | 部分时段为定时班车   |
| 滨海休闲观光假日专线 | 福田交通枢纽公交场站     | ↺                | 蛇口广场                   | 定时班车             |

#### 地铁
█9号线：深圳湾公园站